# R10 (België)
De R10 is een ringweg in de stad Antwerpen bestaande uit de volgende straten die elkaars verlengde vormen: IJzerlaan, Slachthuislaan, Noordersingel, Binnensingel en Zuidersingel. Deze ringweg wordt in de volksmond ook wel "De Singel" genoemd. De totale lengte van de ringweg is 10 km.
De R10 loopt parallel met de R1 Ring om Antwerpen, maar heeft vooral een lokale functie door de vele aansluitingen met zowel de stad als met de invalswegen naar de stad.
Tijdens de heraanleg van de Ring werden op een aantal grote kruispunten tijdelijke bruggen geïnstalleerd, waardoor het doorgaande verkeer op de R10 beter kon doorstromen. Na de werken op de Ring werden deze bruggen terug afgebroken.
In het kader van het Masterplan Mobiliteit Antwerpen zijn er plannen om van de Singel een "Groene Singel" te maken. De huidige verkeersfunctie van de Singel wordt dan overgenomen door de Stedelijke Ringweg, ook een van de projecten uit het Masterplan.
Na de afbraak van de IJzerlaanbrug in het weekend van 29 en 30 april 2017 kon het noordelijke einde van de Singel (de Slachthuislaan), tot dan een flessenhals, volwaardig aansluiten op de IJzerlaan richting Noorderlaan.